# Full Blast
Full Blast è il decimo album discografico del rapper statunitense MC Hammer, pubblicato nel 2004.

## Tracce
1. Sunshine In Summertime (featuring Pleasure)
2. Full Blast
3. Hard Times
4. I Won't Give Up
5. I Used To Love Her (introducing Pleasure)
6. Sunshine In Summertime (instrumental mix)
7. Full Blast (instrumental mix)
8. Hard Times (instrumental mix)
9. I Won't Give Up (instrumental mix)
10. I Used To Love Her (instrumental mix)